# Ингороква, Эгнате Фомич
Эгнате́ (Игна́тий) Фоми́ч Ингоро́ква (груз. ეგნატე თომას ძე ინგოროყვა; 1859—1894) — грузинский беллетрист, писавший под псевдонимом Эгнате́ Ниношвили (груз. ეგნატე ნინოშვილი).

## Биография
Сын бедного крестьянина, учился в Тифлисской семинарии, сменил много профессий, одно время был сельским учителем, а затем уехал во Францию и Швейцарию.
По возвращении выступил в 1887 году на литературное поприще. Предметом его рассказов была простая крестьянская грузинская среда, в которую вносят разлад недоучившиеся и искалеченные городской жизнью. В основу других повестей Ингороква («Симон», «Мосе-писец», «Современный герой», «Озеро Палиастоми») положено столкновение героев идеального служения правде и добру с житейской пошлостью. Первый том собрания сочинений Ингороква был издан в 1890.
В 1892 году выступил одним из основателей политической партии Месаме-даси («Третья группа»), марксистской организации, базирующейся в Тифлисе, к которой в 1898 году присоединился и Иосиф Сталин.

## Память
В Тбилиси, в Парке 9 апреля (угол проспекта Руставели и улицы Георгия Чантурия) установлен бюст писателя (1923, скульптор Яков Николадзе).

## Экранизации
- 1963 — «Палиастоми» — по рассказу «Озеро Палиастоми»